# کیزو کانیه
کیزو کانیه (به ژاپنی: 蟹江敬三، Keizō Kanie)؛ ۲۸ اکتبر ۱۹۴۴ – ۳۰ مارس ۲۰۱۴) هنرپیشه اهل ژاپن بود که در یکمین جشنواره فیلم یوکوهاما و دوازدهمین جشنواره فیلم یوکوهاما برندهٔ جایزهٔ بهترین بازیگر نقش مکمل مرد شد.
کیزو کانیه در ۳۰ مارس ۲۰۱۴ به‌دلیل سرطان معده در سن ۶۹ سالگی درگذشت.